# Antonio La Gloria
Antonio La Gloria (Vallo della Lucania, 8 aprile 1944) è un politico italiano, deputato dal 1992 al 1994.

## Biografia
Laureato in lettere classiche e insegnante, è stato sindaco di Vallo della Lucania. Eletto per la prima volta deputato nel 1992 con il Partito Socialista Italiano, ha fatto parte della Commissione cultura e della Commissione agricoltura. Rimane in carica fino al 1994.